# Triumfetta setulosa
Triumfetta setulosa är en malvaväxtart som beskrevs av Maxwell Tylden Masters. Triumfetta setulosa ingår i släktet triumfettor, och familjen malvaväxter. Inga underarter finns listade i Catalogue of Life.